# Шкурба, Виктор Васильевич
Виктор Васильевич Шкурба (10 июля 1935, станция Поповка Тосненского района Ленинградской области — 11 июня 2011, Москва) — советский кибернетик и математик.
Доктор физико-математических наук (1971), профессор (1972). Член-корреспондент РАЕН с 1991 года, Действительный член РАЕН с 1994 года.

## Биография
После окончания средней школы с золотой медалью в 1952 году поступил в Киевский государственный университет имени Тараса Шевченко, в 1954 году перешёл на механико-математический факультет МГУ, который окончил в 1957 году. Затем работал в НИИ-88.
В 1959—1984 годах работал в Киеве в Институте кибернетики АН УССР под руководством академика Глушкова, прошёл путь от старшего инженера до главного конструктора проекта, а с 1965 года — заведующий отделом этого института, с 1970 года — руководитель отделения АСУ. Одновременно с 1974 по 1978 год по контракту советник-консультант по АСУ Совета министров Народной республики Болгария.
В 1964 году защитил кандидатскую диссертацию по совокупности работ. В 1970 году защитил докторскую диссертацию «Схемы последовательного конструирования в оптимизации дискретных систем». С 1972 года — профессор (специальность «Применение математических методов в экономических исследованиях»).
Разработанные им модели и методы были положены в основу первой в СССР автоматизированной системы управления производством — на Львовском телевизорном заводе — АСУП «Львов». Принимал участие в разработке Единой сети государственных вычислительных центров (ЕСГВЦ, предэскизный проект), ОГАС, РАСУ[уточнить].
Преподавал по совместительству в Киевском государственном университете имени Шевченко (1960—1987), читал лекции в Московском физико-техническом институте, Донецком политехническом институте, Одесском политехническом институте, Софийском высшем машинно-электротехническом институте, в Школе хозяйственных руководителей при Киевском городском комитете КПУ.
В 1984—1987 годы работал заместителем директора научно-исследовательского и проектно-конструкторского института НПО «Горсистемотехника» (Киев).
В 1987—2011 годы работал в Москве: в 1987—1992 годы — заведующий отделом моделирования материальных потоков в НИИ экономики и организации материально-технического снабжения при Госснабе СССР, с 1992 года по 1993 год — профессор кафедры информатики Государственной академии управления имени Орджоникидзе. В 1993—1994 годы — руководитель программно-аналитического центра в Комитете по проведению подводных работ особого назначения при Правительстве РФ. С 1994 года по 2011 — профессор кафедры информационных систем института информационных систем Государственного университета управления. В 1994—2004 годы работал также по совместительству в ООО «Лукойл-резерв-инвест», занимаясь с бывшими своими дипломниками и аспирантами ГУУ управлением финансовыми потоками компании на рынке ценных бумаг. В разные годы был членом редколлегий журналов «Кибернетика», «Механизация и автоматизация управления».
Основные научные работы в области теоретической, экономической и биологической кибернетики, автоматизации управления производством, городскими и региональными системами, управления наукой, по методологии календарного планирования. Опубликовал более 220 работ, из них 11 монографий, в научно-исследовательских работах и проектно-конструкторских разработках им лично написано более 2000 печатных листов. Написанная им вместе с Танаевым Вячеславом Сергеевичем монография «Введение в теорию расписаний» (1975) заложила основу развития новой дисциплины «Теории расписаний» в Советском Союзе. Много времени старался уделять популяризации науки. Его книга «Задача трёх станков» повлияла на многих специалистов, студентов и школьников.
За время своей научно-педагогической деятельности успешно подготовил 48 аспирантов, пятеро из них стали впоследствии докторами наук.
Член КПСС с 1964 года.
Скончался вследствие тяжёлой продолжительной болезни, похоронен в Киеве на Байковом кладбище.

## Награды и премии
Лауреат
- премии Ленинского комсомола (1967; совместно с  В. К. Кузнецовым),
- Государственной премии УССР (1970; за разработку и внедрение Системы «Львов»; совместно с В. М. Глушковым и др.),
- Государственной премии СССР (1981; совместно с В. С. Михалевичем и др.).

Награждён медалями:
- «За трудовое отличие» (1967),
- «За доблестный труд в ознаменование 100-летия со дня рождения Владимира Ильича Ленина» (1970),
- Серебряной медалью ВДНХ СССР (1970),
- «30 години от социалистическата революция в България» (Болгария, 1974),
- памятной медалью в честь 70-летия со дня рождения академика Королёва Сергея Павловича (1978),
- «В память 1500-летия г. Киева» (1982),
- памятной медалью РАЕН в честь Капицы Петра Леонидовича «Автор научного открытия» за цикл работ по математическим основам производства (1995),
- «В память 850-летия Москвы» (1997)

## Основные труды
- «О математической обработке результатов одного класса биохимических экспериментов.» — Кибернетика, 1965, № 1, с. 62—67"
- «Задачи календарного планирования и методы их решения.» (Киев: Наукова думка, 1966. Соавт.: Подчасова Т. П., Пшичук А. Н., Тур Л. П.)
- «Составление нормативных калькуляций на ЭВМ» (М., Финансы, 1969)
- «Введение в теорию расписаний» (в соавт. с В. С. Танаевым, 1975)
- «Планирование дискретного производства в условиях АСУ» (в соавторстве, 1975)
- «Автоматизирани системи на управление. Начален курс» (Болгария, 1976)
- «Задача трёх станков». — «Наука», Главная редакция физико-математической литературы, М., 1976. — 96 с., илл.[3]
- «Эвристические методы календарного планирования» (Киев, Техника, 1980. Соавт.: Подчасова Т. П., Португал В. М.)
- «Планирование и управление в автоматизированном производстве» (Киев, Наукова Думка, 1985. Соавт.: Белецкий С. А., Ефетова К. Ф.)
- «Биржа — путь к рынку» (Москва, 1991. Соавт.: Пекер А. А., Жук Д. А.)
- «Рынок: от торга к цивилизации» (НИИМС, 1992)
- «Компьютеризация — переворот в праксеотехнике» (СарГУ, 1994)
- «Акцентуированная экономика и праксеотехника управления», (Экономическая кибернетика, 2000)